# Fengxi He
Fengxi He är ett vattendrag i Kina. Det ligger i provinsen Jiangxi, i den sydöstra delen av landet, omkring 150 kilometer söder om provinshuvudstaden Nanchang.
Genomsnittlig årsnederbörd är 2 221 millimeter. Den regnigaste månaden är juni, med i genomsnitt 358 mm nederbörd, och den torraste är oktober, med 20 mm nederbörd.